# Tăușeni
Tăușeni – wieś w Rumunii, w okręgu Kluż, w gminie Bonțida. W 2011 roku liczyła 72 mieszkańców.